# 米爾德里德 (堪薩斯州)
米爾德里德（英語：Mildred）是一個位於美國堪薩斯州艾倫縣的城市。

## 地方資料
根據2010年美國人口普查的數據，米爾德里德的面積為0.54平方千米，當中陸地面積為0.54平方千米，而水域面積為0.00平方千米。當地共有人口28人，而人口密度為每平方千米51.85人。